# Kamienica Wosińska w Krakowie
Kamienica Wosińska (Lukinowska) – zabytkowa kamienica znajdująca się w Krakowie, w dzielnicy I przy Rynku Głównym 37, na Starym Mieście.
Pierwotnie na parceli 37 znajdowały się dwie kamienice średniowieczne. W XVI wieku zostały one połączone. W XVII wieku kamienica należała do rodzin Sztametów, Pestalozzich, Wosińskich i Luccinich. Od 1842 roku należała do Żeleńskich.
15 kwietnia 1936 kamienica została wpisana do rejestru zabytków. Znajduje się także w gminnej ewidencji zabytków.